# Spinosphaera hutchingsae
Spinosphaera hutchingsae är en ringmaskart som beskrevs av Londono-Mesa 2003. Spinosphaera hutchingsae ingår i släktet Spinosphaera och familjen Terebellidae. Inga underarter finns listade i Catalogue of Life.